# Tyron Dixon
Tyron Dixon (ur. 1979 w Kolonii) – niemiecki DJ i producent muzyczny.

## Życiorys
Tyron zaczął tworzyć w wieku 14 lat. Żeby utrzymać się finansowo oraz finansować swoje regularne podróże do rodziny w Miami początkowo pracował jako sprzedawca butów, a następnie jako spedytor.
W wieku 17 lat występował w Extra Dry w Koblencji, dwa lata później został rezydentem w klubie Loft w Ludwigshafen. Następnie grał między innymi w La Rocca w Düsseldorfie, Flamingo w Essen i Depot w Münster.
Pierwsze doświadczenia zdobywał u boku odnoszącego sukcesy producenta muzycznego Mousse T. w Peppermint Park w Niemczech.
Przygotowywał remiksy dla ikony muzyki pop Beyoncé, Kerri Chandler, SuSu Bobien, Romanthony, wokalisty Daft Punk ze światowymi hitami takimi jak „One more time”. Tyron stworzył również remix utworu „Bring it back” we współpracy z Johnem Davisem – wokalistą popularnego pop bandu The Real Milli Vanilli. Współpracował ze zdobywcą nagrody Grammy – Paulem Oakenfoldem, Timem Masonem, Seamus Haji, Nielsem van Goghiem i wieloma innymi.
Występował dla znanego na całym świecie klubu Pacha Ibiza, miksował CD-kompilację dla klubu Pacha Polska & Ischgl. Był rezydentem najlepszych, światowych klubów, włącznie ze Space, Blue Marlin, KM5 na Ibizie oraz Sutton Club w Barcelonie.
Dwukrotnie supportował Calvina Harrisa, występował razem z Davidem Guetta podczas światowej trasy F*** Me I’m Famous, LMFAO, Armin van Buuren, Taboo (The Black Eyed Peas), Bruno Mars, Pitbull, Paris Hilton oraz Sophie Ellis-Bextor. Występował również w Palais na oficjalnym Festiwalu w Cannes, Festiwalu Don't Let Daddy Know w Gdańsku, Noa Beach Club, Red Bull Festival i wielu innych.

## Dyskografia

### Remiksy
- SuSu Bobien – You brought me a brighter day (Tyron Dixon remix) (2007), Soundmen on Wax
- House of 909 – Beautiful Day (Tyron Dixon remix) (2004), Almost Heaven Records
- Romanthony – A better day (Tyron Dixon remix) (2002), Almost Heaven Records
- Kerri Chandler – Love will find you (Tyron Dixon remix) (2001), Almost Heaven Records

### Wydania
- Tyron Dixon feat. Kris Kiss - Destination (2020) (Incl. Orjan Nilsen Remix) / IMO Label/ Black Hole Recordings
- Declain, Tyron Dixon feat. Krysta Youngs - Bad Idea (2020) / Reload Music / Sony Music Italy
- Tyron Dixon, Wjik & Mero feat. Drew Darcy – Waiting For The Sun (Tim Mason Remix)
- Tyron Dixon feat. Kodi – Nothing They Can Tell Me Now (Grammy Nominated Paul Oakenfold Remix)
- Tyron Dixon feat. Cristobal – Give It To You (Seamus Haji Remix)
- Tyron Dixon & Miami Inc – Don´t Let Love Down (Niels Van Gogh Remix)
- Tyron Dixon feat. John Davis – Bring it Back (2009), Soundmen on Wax (John Davis)
- Tyron Dixon meets Judita – La Vida (2007), R2T Records
- Tyron Dixon – Underground Music (2003), Almost Heaven Records (''New York´s Underground Record of the Year'')

### Licencjonowane utwory
- ASOT 973 – A State of Trance Episode 973, Armin van Buuren – Tyron Dixon feat. Kris Kiss - Destination (2020) (Orjan Nilsen Remix), ASOT
- Find Your Harmony Radio Show #217, Andrew Reyel – Tyron Dixon feat. Kris Kiss - Destination (2020) (Orjan Nilsen Remix)
- We Are Planet Perfecto Vol. 3 – Tyron Dixon, Nothing They Can Tell Me Now – (2013), Armada Music
- House Session 5 – Tyron Dixon, La Vida – (2013), Soundmen On Wax
- Turn On The Radio Vol. 7 – Tyron Dixon, Give It To You – (2012), Play This Records
- The Annual Housesession Collection – Tyron Dixon, Give It To You – (2012), Housesession Records
- TROUSE! VOL. 9 – Tyron Dixon, Give It To You – (201)2, RH2
- Urban House Vol.6 – You brought me Brighterdays – Tyron Dixon Remix (2008), Essential Collections
- House Vibes – Feel the Beach, Vol.1 Compilation – Tyron Dixon, Underground Music (2007), Eternal Sounds Digital
- Sound Flavours Vol.1 – Tyron Dixon, Underground Music – (2007) Soundmen on Wax
- Pacha Ischgl 2004 CD – Underground Music (2004) Ewing Oil – Muschihaus
- Deep Train 2: Destination Soul CD – A better day – Tyron Dixon Remix (2002), Plastic City

### CD-Kompilacje
- Pacha Ischgl 2004 mixed by Tyron Dixon
- Pacha Poznan 2013 mixed by Tyron Dixon